# TUE Série 8500 (CPTM)
O TUE Série 8500 (CPTM) é um trem-unidade elétrico fabricado pela empresa basca CAF, entre os anos de 2015 e 2019, para a frota do Trem Metropolitano de São Paulo.

## História

### Projeto e construção
A CPTM realizou licitação no final de 2012 prevendo a aquisição de 65 novos trens. Por conta da falta de concorrência, o processo foi cancelado e um novo processo de licitação internacional foi lançado no início de 2013. As propostas vencedoras foram anunciadas em 15 de julho de 2013, pelo valor de R$ 1,8 bilhão, sendo divididas da seguinte forma:
| Fabricante/série              | Quantidade (TUE) | Valor do contrato | Prazo original (última unidade) | Atraso (em relação ao prazo original) |
| ----------------------------- | ---------------- | ----------------- | ------------------------------- | ------------------------------------- |
| CAF/Série 8500                | 35               | R$ 1 bilhão       | junho de 2016 (35 meses)        | novembro de 2019 (39 meses)           |
| Hyundai Rotem-IESA/Série 9500 | 30               | R$ 788 milhões    | julho de 2016 (35 meses)        | maio de 2019 (34 meses)               |

As empresas atrasaram as entregas. Enquanto a Hyundai Rotem levou 34 meses além do prazo original de 35 meses do contrato, a CAF concluiu a entrega da última unidade 39 meses após o prazo previsto. Por conta dos atrasos, a empresa foi multada pela CPTM. O valor das multas alcançou R$ 8,37 milhões. Apesar da CAF recorrer das multas, seu pedido foi julgado improcedente pelo Tribunal de Justiça de São Paulo , embora a empresa ainda esteja pleiteando recursos judiciais.
| Ano   | Quantidade |
| ----- | ---------- |
| 2016  | 8          |
| 2017  | 13         |
| 2018  | 13         |
| 2019  | 1          |
| Total | 35         |

## Operação
O primeiro trem foi entregue para a operação em 6 de julho de 2016, prestando serviços na Linha 11–Coral. Algumas composições já circularam pela Linha 7–Rubi, mas, desde janeiro de 2019, todas operam apenas na Linha 11–Coral.
Inicialmente, os trens da série 8500 estavam previstos para serem distribuídos em várias linhas da rede da CPTM, porém acabaram todos transferidos para a Linha 11–Coral. Após 39 meses de atraso em relação ao contrato original (de 35 meses), o último trem foi entregue para a operação em novembro de 2019..
No dia 20 de maio de 2021, a unidade 8541-8544 circulou na Linha 8–Diamante, em decorrência de testes, devido à privatização das linhas 8 e 9, com previsão de 8 unidades prestando serviços nessa linha atualmente.
E ainda devido à concessão das linhas 8 e 9 para a ViaMobilidade, no dia 30 de agosto de 2021, um trem da série 8500 voltou a rodar na Linha 7–Rubi junto com a Linha 10–Turquesa, através da unidade 8621-8624, com previsão das outras 28 composições operarem nessa linha.
Em 17 de setembro de 2021, a série começou a prestar serviços na Linha 12–Safira, através da unidade 8617-8620, também devido à concessão.
Em 9 de novembro de 2021, através da unidade 8505-8508, a série começou a prestar serviços na Linha 9–Esmeralda ainda devido a concessão.
A composição H568 foi devolvida recentemente para a CPTM, conforme os novos trens da Série 8900 vão sendo entregues, a mesma já foi revisada e está em condições de operação. 
Mas duas composições foram devolvidas, as unidades em questão são as composições H516 e H576. Ambas retornaram para a CPTM no começo desta semana. A página Ferrovia e Curiosidades registrou a passagem do trem pela estação Palmeiras-Barra Funda.
| Numeração | Linha de Operação    | Data de Operação |
| --------- | -------------------- | ---------------- |
| 8501-8504 | Rubi/Turquesa Safira | 13/6/2017        |
| 8505-8508 | Rubi/Turquesa Safira | 2/9/2016         |
| 8509-8512 | Rubi/Turquesa Safira | 30/12/2016       |
| 8513-8516 | Rubi/Turquesa Safira | 6/7/2016         |
| 8517-8520 | Rubi/Turquesa Safira | 3/8/2016         |
| 8521-8524 | Rubi/Turquesa Safira | 29/6/2018        |
| 8525-8528 | Rubi/Turquesa Safira | 26/9/2017        |
| 8529-8532 | Rubi/Turquesa Safira | 3/11/2016        |
| 8533-8536 | Rubi/Turquesa Safira | 22/9/2016        |
| 8537-8540 | Rubi/Turquesa Safira | 18/11/2016       |
| 8545-8548 | Rubi/Turquesa Safira | 17/12/2018       |
| 8549-8552 | Rubi/Turquesa Safira | 29/6/2018        |
| 8557-8560 | Rubi/Turquesa Safira | 29/12/2017       |
| 8561-8564 | Rubi/Turquesa Safira | 30/3/2017        |
| 8565-8568 | Rubi/Turquesa Safira | 22/9/2016        |
| 8569-8572 | Rubi/Turquesa Safira | 26/11/2018       |
| 8573-8576 | Rubi/Turquesa Safira | 24/2/2017        |
| 8577-8580 | Rubi/Turquesa Safira | 31/8/2018        |
| 8581-8584 | Rubi/Turquesa Safira | 4/7/2017         |
| 8585-8588 | Rubi/Turquesa Safira | 17/4/2018        |
| 8589-8592 | Rubi/Turquesa Safira | 13/7/2018        |
| 8593-8596 | Rubi/Turquesa Safira | 24/8/2018        |
| 8597-8600 | Rubi/Turquesa Safira | 14/7/2017        |
| 8601-8604 | Rubi/Turquesa Safira | 4/8/2017         |
| 8605-8608 | Rubi/Turquesa Safira | 23/3/2018        |
| 8609-8612 | Rubi/Turquesa Safira | 4/12/2017        |
| 8613-8616 | Rubi/Turquesa Safira | 6/11/2017        |
| 8621-8624 | Rubi/Turquesa Safira | 20/2/2018        |
| 8625-8628 | Rubi/Turquesa Safira | 4/12/2017        |
| 8633-8636 | Rubi/Turquesa Safira | 28/5/2018        |
| 8637-8640 | Rubi/Turquesa Safira | 12/11/2019       |
| 8541-8544 | Imobilizados         | 2/2/2017         |
| 8553-8556 | Imobilizados         | 20/2/2018        |
| 8617-8620 | Imobilizados         | 17/10/2017       |
| 8629-8632 | Imobilizados         | 24/1/2018        |